# Agrostis sicula
Agrostis sicula é uma espécie de gramínea do gênero Agrostis, pertencente à família Poaceae.